# Stockholm-Arlanda repülőtér
Stockholm-Arlanda repülőtér (IATA: ARN, ICAO: ESSA) Svédország legnagyobb, egyben Skandinávia harmadik legnagyobb forgalmú nemzetközi repülőtere. A Stockholm megyei Sigtuna községben, Märsta közelében található, közúton Stockholmtól 42 km-re északra, Uppsalától kb. 40 km-re délkeletre (vasúton Stockholm hasonló távolságban van, Uppsala lényegesen közelebb). A Scandinavian Airlines System három fő bázisrepülőterének egyike. A fővárosból a repülőtérre az Arlanda-expresszel lehet eljutni. Vészhelyzet esetére a NASA bármely űrrepülője számára alternatív leszállóhelyként választották ki a repülőteret.

## Története
A repülőteret 1959-ben kezdték használni, ekkor még csak gyakorlórepülésekre. A közforgalom előtt 1960-ban nyitották meg, de a hivatalos átadásra csak 1962-ben került sor. Interkontinentális járatok ennek ellenére már 1960-tól használták, mivel Stockholm Bromma repülőtér kifutópályája túl rövid volt. Az eredeti terminál ma 5-ös terminál néven működik.
1983-ban a belföldi forgalom ide került át Brommáról, a ma 4-es terminál néven ismert új terminálra. 1990-ben két új (2-es és 3-as) belföldi terminál épült tőle délre. 1992-ben a forgalom csökkenése miatt részben bezárták a 2-es terminált, majd egy évre rá a nemzetközi forgalomban kezdték használni. Ekkor nevezték át a fő belföldi és nemzetközi terminálokat 4-es és 5-ös számúra. A harmadik kifutópályát 1998-2002 között építették, de a 2002-es alacsony utasszámok miatt csak 2003-ban kezdték használni. A használatba vétel tiltakozást váltott ki a légifolyosókkal érintett lakosság körében.

## Légitársaságok
A repülőtérről menetrend szerinti személyszállítást végző légitársaságok.

### 2. terminál
(nemzetközi járatok)
- British Airways
- Easyjet
- Finnair
- Germanwings
- Iberia
- Norwegian
- TAP Portugal
- Tui fly.com

### 3. terminál
(belföldi járatok)
- Nextjet
- Skyways

### 4. terminál
(belföldi járatok)
- Höga Kusten Flyg
- Norwegian
- SAS Scandinavian Airlines

### 5. terminál

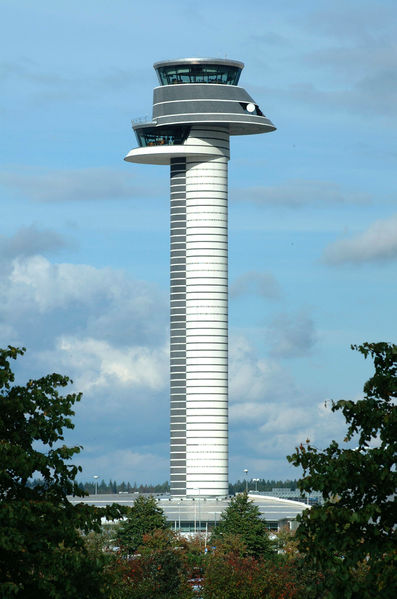
Irányítótorony

(nemzetközi járatok)
- Adria Airways
- Aeroflot
- airBaltic
- Air China
- Air France
- Austrian Airlines
- Avitrans
- Cimber Air
- Czech Airlines
- Delta Air Lines
- Ethiopian Airlines
- Icelandair
- Iran Air
- KLM Royal Dutch Airlines
- LOT Polish Airlines
- Lufthansa
- Norwegian
- Qatar Airways
- Rossiya
- SAS Scandinavian Airlines
- Skyways
- Sun Express
- Swiss
- Syrian Arab Airlines
- Thai Airways International
- Turkish Airlines

## Forgalom
Az utasforgalom az elmúlt években az alábbi módon változott:
| Utasok száma | 13 931 873 | 17 128 549 | 16 431 207 | 17 101 478 | 18 136 105 | 16 962 129 | 20 680 531 | 24 703 171 | 25 642 623 | 18 387 268 |
|              | 1996       | 1999       | 2002       | 2005       | 2008       | 2010       | 2013       | 2016       | 2019       | 2022       |

## Fordítás
- Ez a szócikk részben vagy egészben a Stockholm-Arlanda Airport című angol Wikipédia-szócikk ezen változatának fordításán alapul.  Az eredeti cikk szerkesztőit annak laptörténete sorolja fel. Ez a jelzés csupán a megfogalmazás eredetét és a szerzői jogokat jelzi, nem szolgál a cikkben szereplő információk forrásmegjelöléseként.